# Bârgăuani
Bârgăuani là một xã thuộc hạt Neamț, România. Dân số thời điểm năm 2002 là 4254 người.